# William H. Taft
William Howard Taft (født 15. september 1857, død  8. marts 1930) var USA's 27. præsident (1909 – 1913) og dets 10. højesteretspræsident (1921-1930). Han er den eneste person der har besiddet begge embeder. Taft blev ved præsidentvalget i 1908 valgt som præsident som det republikanske partis kandidat, men blev ikke genvalgt ved valget i 1912, hvor han tabte til den demokratiske kandidat Woodrow Wilson. I 1921 udnævnte præsident Warren G. Harding Taft til højesteretspræsident, et embede han besad indtil 1930.
Taft blev født i Cincinnati i Ohio som søn af Alphonso Taft, der var justitsminister og krigsminister. Taft blev uddannet jurist på Yale University, og blev udnævnt til dommer, mens han var i 20'erne. Hans gjorde hurtig karriere og han blev udnævnt til Solicitor general (en) (en titel, der minder om den danske titel Kammeradvokat) og senere dommer ved den føderale appelret. I 1901, blev Taft af Præsident William McKinley udnævnt til Generalguvernør af Filippinerne, og i 1904 udpegede Præsident Theodore Roosevelt Taft til krigsminister og han blev Roosevelts håndplukkede efterfølger. På trods af Tafts personlige ambition om at blive højesteretspræsident, afslog Taft ved flere lejligheder tilbud om udpegning til USA's Højesteret, da han mente, at hans politiske arbejde var vigtigere.
Ved hjælp af Roosevelt opnåede Taft let nominering som republikansk kandidat til præsidentvalget i november 1908, hvor han vandt en massiv valgsejr over William Jennings Bryan. Under sin tid i Det Hvide Hus fokuserede han mere på USA's relationer til Asien og Sydamerika end relationerne til Europa. Han var gentagne gange involveret i regimeændringer og militærkup i Sydamerika. Taft havde som politisk prioritet frihandel og at fjerne handelstariffer (told), der på daværende tidspunkt var en væsentlig indkomst for staterne. Hans regering var præget af intern uro og spændinger internt i Det Republikanske Parti mellem den konservative fløj, som Taft ofte sympatiserede med, og den progressive fløj, som Roosevelt lænede sig mere og mere mod. Stærke uenigheder om bl.a. privat ejerskab af bl.a. vandressourcer og konkurrencesager mod amerikanske monopolvirksomheder, som Tafts regering anlagde, førte til yderligere splid mellem de to mænd. Roosevelt forsøgte af opnå nominering som den republikanske kandidat til præsidentvalget i 1912 i stedet for præsident Taft, men Taft benyttede sin kontrol over partiapparatet til at sikre sig nomineringen, og Roosevelt forlod Det Republikanske Parti og stiftede sit eget. Spliden i partiet gjorde Tafts genvalg vanskeligt, og ved præsidentvalget vandt han kun Utah og Vermont i nederlaget til Woodrow Wilson.
Efter præsidentperioden vendte Taft tilbage til Yale som professor, men fortsatte som politisk aktiv og krigsmodstander. I 1921 udpegede præsident Warren G. Harding Taft som højesteretspræsident, et embede han ænge havde efterstræbt. Han trådte tilbage i februar 1930 som følge af svigtende helbred og døde måneden efter.